# ۵۴۱ (میلادی)
۵۴۱ (میلادی) پانصد و چهل و یکمین سال تقویم میلادی است.

## درگذشتگان
‎